# KOMEGUNY
『KOMEGUNY』（コメグニ）は、米米CLUBの3枚目のアルバム。1987年10月21日発売。発売元はCBS・ソニー。

## 解説
前作『E・B・I・S』から1年ぶりで、マル（丸山龍男）脱退後初のオリジナルアルバム。本作では初の海外レコーディングが行われた。アルバムタイトルはここからきている（LA→アメリカ→米国→コメグニ）。ジャケットは石井によるもの。歌詞カードはブックレットではなく折込タイプとなっており、歌詞カード裏面には、米米CLUBのライブでのメンバーや観客の写真が多数掲載されている。

## 収録曲

### レコード / CT
| 全作詞・作曲: 米米CLUB。 |                      |           |            |                    |      |
| #                        | タイトル             | 作詞      | 作曲・編曲 | 編曲               | 時間 |
| 1.                       | 「Only As A Friend」 | 米米CLUB  | 米米CLUB   | 米米CLUB           | 4:49 |
| 2.                       | 「sûre danse」       | 米米CLUB  | 米米CLUB   | 米米CLUB・中崎英也 | 3:42 |
| 3.                       | 「浪漫飛行」         | 米米CLUB  | 米米CLUB   | 米米CLUB・中崎英也 | 4:06 |
| 4.                       | 「Collection」       | 米米CLUB  | 米米CLUB   | 米米CLUB           | 3:19 |
| 5.                       | 「Primitive Love」   | 米米CLUB  | 米米CLUB   | 米米CLUB           | 3:54 |
| 合計時間:                | 合計時間:            | 合計時間: | 19:50      |                    |      |

| 全作詞・作曲: 米米CLUB。 |                     |           |            |          |      |
| #                        | タイトル            | 作詞      | 作曲・編曲 | 編曲     | 時間 |
| 1.                       | 「Make Up」         | 米米CLUB  | 米米CLUB   | 米米CLUB | 4:04 |
| 2.                       | 「Misty Night」     | 米米CLUB  | 米米CLUB   | 米米CLUB | 3:51 |
| 3.                       | 「Hollywood Smile」 | 米米CLUB  | 米米CLUB   | 米米CLUB | 2:56 |
| 4.                       | 「Hustle Blood」    | 米米CLUB  | 米米CLUB   | 米米CLUB | 3:32 |
| 5.                       | 「Twilight Heart」  | 米米CLUB  | 米米CLUB   | 米米CLUB | 4:38 |
| 合計時間:                | 合計時間:           | 合計時間: | 19:01      |          |      |

### CD
| 全作詞・作曲: 米米CLUB。 |                      |           |            |                    |      |
| #                        | タイトル             | 作詞      | 作曲・編曲 | 編曲               | 時間 |
| 1.                       | 「Only As A Friend」 | 米米CLUB  | 米米CLUB   | 米米CLUB           | 4:49 |
| 2.                       | 「sûre danse」       | 米米CLUB  | 米米CLUB   | 米米CLUB・中崎英也 | 3:42 |
| 3.                       | 「浪漫飛行」         | 米米CLUB  | 米米CLUB   | 米米CLUB・中崎英也 | 4:06 |
| 4.                       | 「Collection」       | 米米CLUB  | 米米CLUB   | 米米CLUB           | 3:19 |
| 5.                       | 「Primitive Love」   | 米米CLUB  | 米米CLUB   | 米米CLUB           | 3:54 |
| 6.                       | 「Make Up」          | 米米CLUB  | 米米CLUB   | 米米CLUB           | 4:04 |
| 7.                       | 「Misty Night」      | 米米CLUB  | 米米CLUB   | 米米CLUB           | 3:51 |
| 8.                       | 「Hollywood Smile」  | 米米CLUB  | 米米CLUB   | 米米CLUB           | 2:56 |
| 9.                       | 「Hustle Blood」     | 米米CLUB  | 米米CLUB   | 米米CLUB           | 3:32 |
| 10.                      | 「Twilight Heart」   | 米米CLUB  | 米米CLUB   | 米米CLUB           | 4:38 |
| 合計時間:                | 合計時間:            | 合計時間: | 38:51      |                    |      |

### 楽曲解説
※特記除き全てカールスモーキー石井ボーカル曲
1. Only As A Friend
  - キャッチーなメロディラインでシンセが多用されている。
2. sûre danse
  - 4thシングル。この曲が終わると、次の曲「浪漫飛行」へノンストップで繋がっている（2015年発売のリマスター盤を除く）。
3. 浪漫飛行
  - 1990年にJALの沖縄旅行「JAL STORY 夏離宮キャンペーン」のCMイメージソングに起用され10thシングルとしてリカット。ミリオンヒットを記録する。曲頭部分に於いて前曲の終わりの部分が一瞬聞こえるため、シングルバージョンとは全く同じでは無い。
  - 2015年発売のリマスター盤ではトラックの分割位置が微妙にずらされ、前曲の終わりが聞こえないように再編集され、こちらのバージョンでは曲間が設定されている。
4. Collection
5. Primitive Love
  - ジェームス小野田のボーカル曲。レコード盤ではA面最終曲。
6. Make Up
  - レコード盤ではB面最初曲。
7. Misty Night
8. Hollywood Smile
9. Hustle Blood
  - ジェームス小野田のボーカル曲。
10. Twilight Heart
  - フラッシュ金子のボーカル曲。